# Geoffroy de Mellon

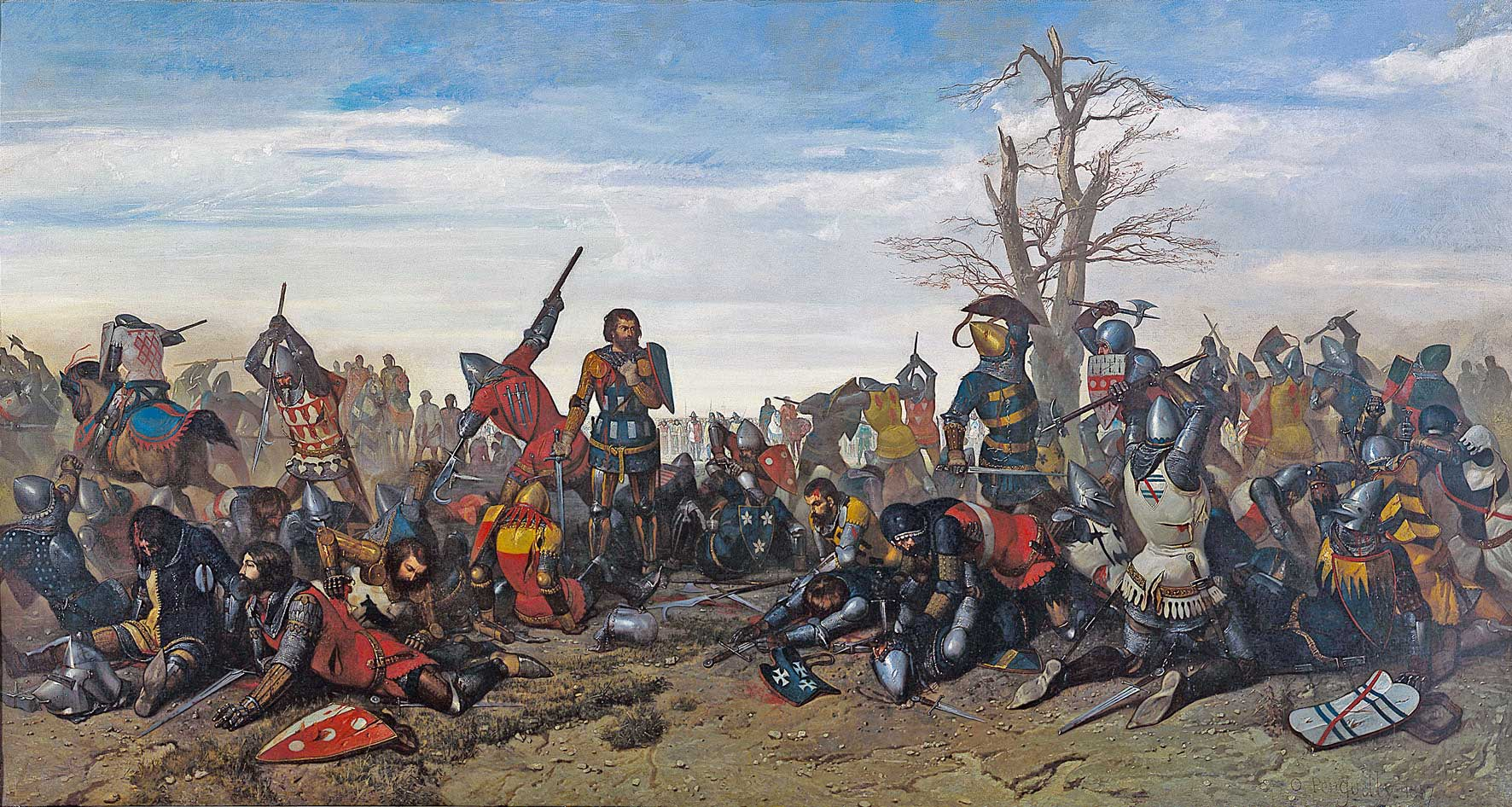
Octave Penguilly L'Haridon, Combat de 30 chevaliers bretons contre 30 chevaliers anglais, le 27 mars 1351 près de Josselin (1857), Musée des beaux-arts de Quimper.

Geoffroy de Mellon, seigneur de Mellon en Pacé, écuyer, fut tué le 27 mars 1351 à Guillac (Morbihan, entre Josselin et Ploërmel), au cours du combat des Trente, pendant la guerre de Succession de Bretagne.

## Combat des Trente

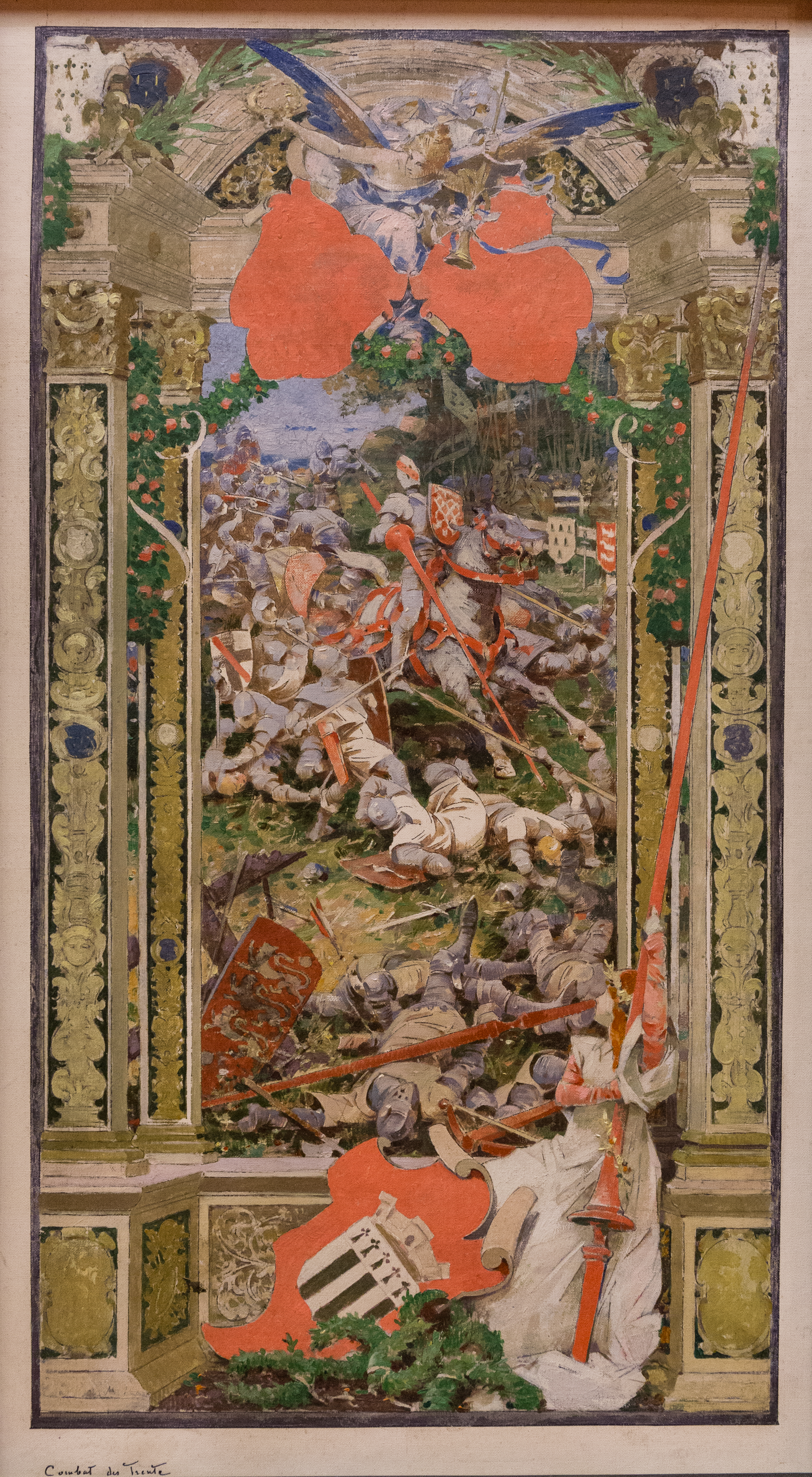
Édouard Toudouze, Le Combat des Trente, Musée des Beaux-Arts de Rennes

32 combattants franco-bretons, partisans de Charles de Blois, affrontent 32 combattants anglo-germano-bretons, partisans de Jean de Montfort.

Geoffroy de Mellon figure dans le camp franco-breton, qui remportera la victoire à l'issue du combat. 

Il est tué au premier choc du combat : 
À la première, fut grand le déconfort,

Charruel s'y fut pris, Geffroy Mellon fut mort
— Poème du Combat des Trente

## Famille
Il est présumé appartenir à la famille de Mellon mais sans preuves de rattachement, dont les armes et devise sont :
- Blason : D'azur à trois croix pattées d'argent, 2 et 1
- Devise : Crux Spes Mea

## Odonymie
Une rue moderne de Pacé porte le nom de Geoffroy de Mellon.